# 雅克·伯納德·洪姆隆
雅克·伯納德·洪姆隆（法語：Jacques Bernard Hombron，1798年—1852年）是一名法國海軍外科醫生和博物學家。
1837年至1840年間，洪姆隆曾參加法國星盤號和Zélée號的航行，以調查南極洲的周圍環境。他與奧諾雷·雅基諾描述了許多動植物。洪姆隆在星盤號上擔任外科醫生和植物學家，雅基諾則是Zélée號上的初級外科醫生。關於這次遠征的植物學記載出版於《Voyage au Pôle Sud et dans l'Océanie sur les corvettes l'Astrolabe et la Zélée ... Botanique / par MM. Hombron et Jacquinot （页面存档备份，存于）》（2冊；1845年—1853年）。
1847年，洪姆隆出版了一本兩冊的著作，記載了他個人和其他探險家的冒險經歷，書名為《Aventures les plus curieuses des voyageurs : coup d'oeil autour du monde （页面存档备份，存于）》。1841年，查爾斯·高迪肖-貝奧珀以他的名字命名露兜樹屬（Hombronia）。